# Ловро Кос
Ловро Кос (23 липня 1999 , Рудник-при-Моравчах, Моравче ) — стрибун з трампліна, срібний призер Олімпійських ігор 2022 року, чемпіон світу.

## Олімпійські ігри
| Рік  | Місто        | НТ | ВТ | КВТ | ЗК |
| ---- | ------------ | -- | -- | --- | -- |
| 2022 | Пекін, Китай | 28 | 11 | 2   | —  |